# 1402 az irodalomban
Az 1402. év az irodalomban.

## Születések
- 1402 – Karthauzi Szent Dénes (hollandul: Denis van Ryckel, latinul: Dionysius Carthusianus) németalföldi karthauzi szerzetes, egyházi író († 1471)